# Estación de San Galo Haggen
La estación de San Galo Haggen es una estación ferroviaria de la comuna suiza de San Galo, en el Cantón de San Galo.

## Historia y situación
La estación de San Galo Haggen fue abierta en el año 1910 con la inauguración del tramo San Galo - Constanza de la línea Bodensee-Toggenburg-Bahn Romanshorn - Nesslau-Neu St. Johann por parte de la compañía homónima Bodensee-Toggenburg-Bahn (BT). BT se fusionó con SüdOstBahn (SOB) en 2001 para crear el 'nuevo' SOB.
La estación se encuentra ubicada en el barrio de Bruggen, al suroeste del centro urbano de San Galo. Consta de un andén central al que acceden dos vías pasantes, a las que hay que sumar otra vía pasante más y varias vías toperas.
La estación está situada en términos ferroviarios en la línea Romanshorn - Nesslau-Neu St. Johann. Sus dependencias ferroviarias colaterales son la estación de San Galo hacia Romanshorn y la estación de Gübsensee en dirección Nesslau-Neu St. Johann.

## Servicios ferroviarios
Los servicios son prestados por SBB-CFF-FFS y por SOB (SüdOstBahn):

### S-Bahn San Galo
En la estación efectúan parada los trenes de cercanías de cuatro líneas de la red S-Bahn San Galo:
- S 2 (Wattwil) – Herisau – San Galo – Rorschach - St. Margrethen – Heerbrugg
- S 3 Schaffhausen - Stein am Rhein - Kreuzlingen – Romanshorn - Wittenbach – San Galo – San Galo Haggen
- S 4 San Galo – Herisau – Wattwil – Uznach
- S 6 San Galo - San Galo Haggen. Servicio lanzadera.